# Littois träsk
Littois träsk (finska: Littoistenjärvi) är en sjö i Finland. Den ligger på gränsen mellan Lundo kommun och S:t Karins stad i landskapet Egentliga Finland, 140 km väster om huvudstaden Helsingfors. Littois träsk ligger 35,6 meter över havet. I omgivningarna runt träsket växer i huvudsak barrskog. Arean är 1,5 kvadratkilometer och strandlinjen är 6,84 kilometer lång. Sjön  ingår i Skärgårdshavets kustområde, Åland.  Tätorten Littois ligger vid dess strand.